# Connor Knapp
Connor Knapp, född 1 maj 1990, är en amerikansk professionell ishockeymålvakt som tillhör NHL-organisationen Buffalo Sabres och spelar för Rochester Americans i AHL. Han har tidigare spelat för på lägre nivåer för Greenville Road Warriors, Florida Everblades och Alaska Aces i ECHL och Miami Redhawks (Miami University) i NCAA.
Knapp draftades i sjätte rundan i 2009 års draft av Buffalo Sabres som 164:e spelare totalt.

## Statistik
M = Matcher, V = Vinster, F = Förluster, O = Oavgjorda, ÖF = Förluster på övertid eller straffar, MIN = Spelade minuter, IM = Insläppta Mål, N = Hållit nollan, GIM = Genomsnitt insläppta mål per match, R% = Räddningsprocent

### Grundserie
| Källa: Uppdaterad: 2014-04-21 | Källa: Uppdaterad: 2014-04-21 | Källa: Uppdaterad: 2014-04-21 | Källa: Uppdaterad: 2014-04-21 | Källa: Uppdaterad: 2014-04-21 | Källa: Uppdaterad: 2014-04-21 | Källa: Uppdaterad: 2014-04-21 | Källa: Uppdaterad: 2014-04-21 | Källa: Uppdaterad: 2014-04-21 | Källa: Uppdaterad: 2014-04-21 | Källa: Uppdaterad: 2014-04-21 | Källa: Uppdaterad: 2014-04-21 | Källa: Uppdaterad: 2014-04-21 |  |
| Säsong                        | Lag                           | Liga                          | M                             | V                             | F                             | O                             | ÖF                            | MIN                           | IM                            | N                             | GIM                           | R%                            |  |
| ----------------------------- | ----------------------------- | ----------------------------- | ----------------------------- | ----------------------------- | ----------------------------- | ----------------------------- | ----------------------------- | ----------------------------- | ----------------------------- | ----------------------------- | ----------------------------- | ----------------------------- |  |
| 2007–2008                     | Boston Jr. Bruins             | EJHL                          | 25                            | 14                            | 7                             | 2                             | —                             | 1309                          | 44                            | 3                             | 2.02                          | .925                          |  |
| 2008–2009                     | Miami Redhawks                | NCAA                          | 23                            | 13                            | 5                             | 3                             | —                             | 1350                          | 47                            | 2                             | 2.09                          | .904                          |  |
| 2009–2010                     | Miami Redhawks                | NCAA                          | 20                            | 13                            | 5                             | 3                             | —                             | 1127                          | 37                            | 4                             | 1.97                          | .921                          |  |
| 2010–2011                     | Miami Redhawks                | NCAA                          | 17                            | 8                             | 5                             | 4                             | —                             | 975                           | 33                            | 2                             | 2.03                          | .909                          |  |
| 2011–2012                     | Miami Redhawks                | NCAA                          | 24                            | 15                            | 8                             | 0                             | —                             | 1348                          | 38                            | 5                             | 1.69                          | .933                          |  |
| 2012–2013                     | Rochester Americans           | AHL                           | 7                             | 1                             | 6                             | 0                             | —                             | 413                           | 23                            | 0                             | 3.34                          | .893                          |  |
|                               | Greenville Road Warriors      | ECHL                          | 12                            | 5                             | 7                             | 0                             | —                             | 728                           | 37                            | 0                             | 3.05                          | .909                          |  |
| 2013–2014                     | Buffalo Sabres                | NHL                           | 2                             | 0                             | 0                             | —                             | 1                             | 77                            | 4                             | 0                             | 3.12                          | .875                          |  |
|                               | Rochester Americans           | AHL                           | 3                             | 0                             | 3                             | 0                             | —                             | 178                           | 12                            | 0                             | 4.04                          | .876                          |  |
|                               | Greenville Road Warriors      | ECHL                          | 16                            | 7                             | 7                             | 2                             | —                             | 957                           | 37                            | 1                             | 2.32                          | .933                          |  |
|                               | Florida Everblades            | ECHL                          | 11                            | 2                             | 5                             | 3                             | —                             | 583                           | 30                            | 0                             | 3.09                          | .888                          |  |
|                               | Alaska Aces                   | ECHL                          | 2                             | 2                             | 0                             | 0                             | —                             | 120                           | 3                             | 0                             | 1.50                          | .947                          |  |
| NHL totalt                    | NHL totalt                    | NHL totalt                    | 2                             | 0                             | 0                             | —                             | 1                             | 77                            | 4                             | 0                             | 3.12                          | .875                          |  |
| AHL totalt                    | AHL totalt                    | AHL totalt                    | 10                            | 1                             | 9                             | 0                             | —                             | 591                           | 35                            | 0                             | 3.69                          | .884                          |  |
| ECHL totalt                   | ECHL totalt                   | ECHL totalt                   | 41                            | 16                            | 19                            | 5                             | —                             | 2388                          | 107                           | 1                             | 2.49                          | .919                          |  |
| NCAA totalt                   | NCAA totalt                   | NCAA totalt                   | 84                            | 46                            | 22                            | 11                            | —                             | 4800                          | 155                           | 13                            | 1.94                          | .916                          |  |

### Slutspel
| Säsong      | Lag                      | Liga        | M | V | F | MIN | IM | N | GIM  | R%   |
| ----------- | ------------------------ | ----------- | - | - | - | --- | -- | - | ---- | ---- |
| 2006–2007   | Boston Jr. Bruins        | EJHL        | 5 | 5 | 0 | 290 | 6  | 2 | 1.24 |      |
| 2013–2014   | Greenville Road Warriors | ECHL        | 4 | 1 | 3 | 221 | 10 | 0 | 2.71 | .922 |
| ECHL totalt | ECHL totalt              | ECHL totalt | 4 | 1 | 3 | 221 | 10 | 0 | 2.71 | .922 |
| EJHL totalt | EJHL totalt              | EJHL totalt | 5 | 5 | 0 | 290 | 6  | 2 | 1.24 |      |